# Гірчиця (рослина)
Гірчиця, або Сінапіс (Sinapis) — рід олійних рослин родини капустяні (Brassicaceae).

## Назва
Назва роду Sinapis походить від грец. σίνος (sinos) — «шкода» і ὄψις (opis) — «зір», так як при розтиранні насіння з водою виділяється ефірна гірчична олія, яка викликає сльозотечу.

## Поширення і екологія
Батьківщиною гірчиці вважається Азія.

## Опис
Гірчиця — близький родич капусти, салату і редиски.

## Застосування
Основне призначення рослини в сільському господарстві — видобуток олії.
Завдяки тривалому періоду цвітіння бджоли збирають з неї багато меду.
У воді з додаванням гірчичного порошку добре відмивається жирний посуд і добре відпераються вовняні речі.
Деякі види сарепської гірчиці використовують в їжу як салатну рослину. Гірчицю використовують як приправу до ковбасних і м'ясних виробів, у народній медицині порошок гірчиці п'ють для збудження апетиту і кращого виділення шлункового соку. Розмелені насінини входять до складу «шлункових зборів». Гірчичним борошном навпіл з медом, замішаним на відварі квіток білої лілії виводять ластовиння.
При годівлі корів гірчицею, покращується якість молока, вершкове масло отримує гарний жовтий колір.
У працях Авіценни гірчиця згадується під назвою хардал.
Гірчичну олію широко застосовують в кулінарії, парфумерії, фармацевтиці. Гірчична олія є солодкою і духмяною, хоча сама гірчиця є пекучою і гіркою. Справа в звичайній воді, ферменті мірозині і глікозиді синігріні, які містяться в насінні сарепської і чорної гірчиці. Дія мірозину починається лише у випадку, якщо порошок змочити теплою водою. Глікозид під дією мірозину розпадається на глюкозу, кислий сірчанокислий калій і ефірну олію.

## Види
Рід Гірчиця нараховує 6 видів:
- Sinapis alba L. typus — гірчиця біла

- Sinapis alba subsp. alba
- Sinapis alba subsp. dissecta (Lag.) Bonnier
- Sinapis alba subsp. mairei (H.Lindb.) Maire

- Sinapis allionii Jacq.
- Sinapis arvensis L. — гірчиця польова, або гірчиця дика

- Sinapis arvensis subsp. allionii (Jacq.) Baillarg.
- Sinapis arvensis subsp. arvensis

- Sinapis circinata Desf.
- Sinapis flexuosa Poir.
- Sinapis pubescens L.

- Sinapis pubescens subsp. boivinii
- Sinapis pubescens subsp. indurata
- Sinapis pubescens subsp. pubescens.

- Sinapis juncea L. — гірчиця салатна
- Гірчиця чорна